# Ситникова, Елена Вячеславовна
Елена Вячеславовна Ситникова (род. 22 ноября 1974, Курган) — российский государственный деятель, глава города Кургана (2021—2024).
По некоторым данным работает заместителем директора акционерного общества «Курганфармация».

## Биография
Елена Вячеславовна Тяжельникова родилась 22 ноября 1974 года в городе Кургане Курганской области. Отец — Вячеслав Михайлович Тяжельников — депутат Курганской городской думы (1994—2019).
В 1997 году окончила Курганский государственный университет по специальности «Филология», присвоена квалификация «Учитель русского языка и литературы».
С 1997 года работала в органах местного самоуправления и государственной власти: в Департаменте имущественных отношений Администрации города Кургана, в управлении опеки и попечительства Администрации города Кургана, юристом в аппарате главы города Кургана и Курганской городской думы.
В 2005 году окончила Курганский государственный университет по специальности «Юриспруденция», присвоена квалификация «Юрист».
В 2007 году вступила во Всероссийскую политическую партию «Единая Россия».
С 2010 года работала в Управлении социальной политики Правительства Курганской области.
С 20 февраля 2018 по февраль 2020 года работала первым заместителем главы Кетовского района Курганской области по социальным вопросам.
25 февраля 2020 года назначена заместителем главы Кургана, директором Департамента социальной политики Администрации города Кургана.
12 мая 2021 года депутаты Курганской городской думы VII созыва приняли досрочную отставку главы города Кургана Андрея Юрьевича Потапова. С 13 мая 2021 года Ситникова назначена временно исполняющей полномочия главы города Кургана.
7 июля 2021 года депутаты Курганской городской думы голосовали за кандидатов на пост главы города Кургана. В третьем часу дня началось заседание гордумы. На заседании думы присутствовали 23 депутата, отсутствовал депутат от КПРФ Яков Семёнович Сидоров. В 16 часов огласили итоги: за Романа Николавевича Сергеечева (род. 9 марта 1976) было отдано 12 голосов, за Елену Вячеславовну Ситникову — 10 голосов, 1 бюллетень был испорчен. Председатель Курганской городской Думы Игорь Викторович Прозоров объявил, что в течение 30 дней дума должна провести новое голосование или снова объявить конкурс на должность мэра, однако позднее он добавил, что выборы нужно провести сегодня. Секретарь Курганского регионального отделения партии «Единая Россия» Александр Владимирович Ильтяков попросил выйти из зала заседаний всех, кроме членов фракции «Единая Россия». Затем в здание администрации прибыл вице-губернатор Курганской области Владислав Гариевич Кузнецов, который побеседовал с некоторыми депутатами фракции «за закрытыми дверями» – с кем-то один на один, с кем-то вместе. Уже в седьмом часу вечера стало известно, что депутаты будут голосовать повторно. В 19 часов огласили итоги повторного голосования: за Р. Сергеечева — 4 голоса, за Е. Ситникову — 19 голосов.
8 июля 2021 года вступила в должность главы города Кургана. Церемония вступления в должность первой в истории города женщины-мэра состоялась в рамках заседания Курганской городской думы.
С 17 февраля 2022 по 13 июля 2023 года была председателем Регионального отделения Общероссийской общественной организации «Всероссийский Совет местного самоуправления». Организация прекратила существование по всей России в декабре 2022 года.
26 декабря 2023 года Ситникова была задержана, следственные действия в отношении главы Кургана связаны с пожарами в посёлке Смолино. 7 мая 2023 года сгорели почти все строения посёлка и погибли 11 человек (уцелело 7 домов и церковь). Её обвиняют в халатности, повлекшей по неосторожности смерть двух и более лиц. В тот же вечер ее отпустили. В её отношении избрана мера пресечения в виде запрета определенных действий (запретили общаться со свидетелями по уголовному делу, другими обвиняемыми и их защитниками).
10 января 2024 года на внеочередном заседании Курганской городской Думы было принято решение о досрочном прекращении полномочий главы города Кургана Елены Ситниковой по собственному желанию по состоянию здоровья.
По некоторым данным работает заместителем директора акционерного общества «Курганфармация».

## Награды
- Медаль «XXV лет МЧС России», 2016 год, Министерство Российской Федерации по делам гражданской обороны, чрезвычайным ситуациям и ликвидации последствий стихийных бедствий
- Почетная грамота Администрации города Кургана, 2021 год
- Благодарность полномочного представителя Президента Российской Федерации в Уральском федеральном округе, 2022 год
- Благодарность Губернатора Курганской области, дважды: 2015, 2016 годы
- Благодарственное письмо Губернатора Курганской области, 2014 год
- Благодарственное письмо Главы города Кургана, 2010 год
- Благодарственное письмо Курганской городской Думы, 10 января 2024 года
- Благодарственное письмо Администрации города Челябинска, 2023 год
- Благодарственное письмо Администрации Кетовского района, 2019 год
- Благодарственное письмо Ассоциации «Совет муниципальных образований Курганской области»,2020 год
- Благодарственное письмо Общественной палаты Курганской области, 2014 год
- Благодарственное письмо Департамента информационной и внутренней политики Курганской области, 2022 год
- Благодарность УИС России по Курганской области, 2023 год
- Нагрудный знак «100 лет Батуми-Курган» Пограничного управления ФСБ России по Курганской и Тюменской областям, 2022 год
- Медаль «За усердные труды» Курганской епархии Русской православной церкви, 2021 год, во внимание к великому освящению Свято-Троицкого собора города Кургана[17]
- Медаль «За заслуги перед ветеранской организацией «Боевое братство», 2022 год
- Медаль «За активную гражданскую позицию и патриотизм» Союза ветеранов госбезопасности, 2022 год
- Нагрудный знак «100 лет Батуми — Курган» Пограничного управления ФСБ России по Курганской и Тюменской областям, 2022 год
- Нагрудный знак «20 лет КПИ ФСБ России», 2023 год, Курганский пограничный институт ФСБ России
- Благодарственное письмо руководителя регионального исполкома Общероссийского народного фронта в Курганской области, 2022 год
- Благодарственное письмо Общероссийской общественной организации «Казачество России», 2022 год
- Благодарность АНО «Россия — страна возможностей», 2022 год
- Благодарность СБЕР по Курганской области, 2023 год
- Благодарность Всероссийской федерации самбо, 2023 год

## Семья
- Отец — Вячеслав Михайлович Тяжельников (род. 18 августа 1950, Шадринск, Курганская область) — инженер-механик, был депутатом Курганского городского совета (1990—1992), депутатом Курганской городской думы (1994—2019), и. о. главы города Кургана (2012).
- Мать — Любовь Петровна Тяжельникова, экономист
  - Брат — Дмитрий Вячеславович Тяжельников
- Муж — Юрий Анатольевич Ситников
  - Дочь — Софья Юрьевна Ситникова